# Securigera charadzeae
Securigera charadzeae là một loài thực vật có hoa trong họ Đậu. Loài này được (Chinth. & Tschuchr.) Czerep. miêu tả khoa học đầu tiên.